# Параморфоза
Параморфоза (рос. параморфоза, англ. paramorph, нім. Paramorphose f) – один із видів псевдоморфоз, який утворюється при поліморфних переходах: зберігається зовнішня форма і хімічний склад кристалів мінералу, а змінюється лише його внутрішня структура (наприклад, параморфоза кальциту по арагоніту, кварцу по тридиміту).